# Collegio di Worthing West
Worthing West è un collegio elettorale inglese situato nel West Sussex rappresentato alla camera dei Comuni del parlamento del Regno Unito. Elegge un membro del parlamento con il sistema maggioritario a turno unico; l'attuale parlamentare è Beccy Cooper del Partito Laburista, che rappresenta il collegio dal 2024.

## Estensione

Worthing West dal 2010 al 2024

Fino al 2024 il collegio copriva la parte occidentale di Worthing, ossia i ward di Castle, Central, Durrington, Goring, Heene, Marine, Northbrook, Salvington e Tarring, nel West Sussex. La parte orientale della città era contenuta nel collegio di East Worthing and Shoreham. Il collegio di Worthing West includeva anche i villaggi di Ferring, East Preston e Rustington nel distretto di Arun.
Dal 2024 il collegio comprende i seguenti ward: Angmering and Findon, East Preston e  Ferring nel distretto di Arun e Castle, Central, Durrington, Goring, Heene, Marine, Northbrook, Salvington e Tarring nel borgo di Worthing.

## Storia
Il collegio fu creato nel 1997 quando il precedente collegio di Worthing fu diviso in due. Prima del 1945, il territorio di Worthing West aveva fatto parte del collegio di Horsham and Worthing.
Il deputato in carica fin dalla creazione del collegio è Peter Bottomley, che aveva in precedenza rappresentato i collegi di Woolwich East e Eltham, nel sud-est di Londra, dal 1975 al 1997.

## Membri del parlamento
| Elezione | Elezione | Deputato        | Partito      |
| -------- | -------- | --------------- | ------------ |
|          | 1997     | Peter Bottomley | Conservatore |
|          | 2024     | Beccy Cooper    | Laburista    |

## Elezioni

### Elezioni negli anni 2020
| Partito                    | Partito                                           | Candidato                  | Risultati 4 luglio 2024 | Risultati 4 luglio 2024 |
| Partito                    | Partito                                           | Candidato                  | Voti                    | %                       |
| -------------------------- | ------------------------------------------------- | -------------------------- | ----------------------- | ----------------------- |
|                            | Laburista                                         | Beccy Cooper               | 20 519                  | 40,24                   |
|                            | Conservatore                                      | Peter Bottomley            | 16 570                  | 32,49                   |
|                            | Reform UK                                         | Edmund Rooke               | 7 562                   | 14,83                   |
|                            | Verde                                             | Sonya Mallin               | 3 274                   | 6,42                    |
|                            | Lib Dem                                           | Morag Chugg                | 2 708                   | 5,31                    |
|                            | Indipendente                                      | Kathryn Attwood            | 364                     | 0,71                    |
|                            |                                                   |                            |                         |                         |
| Iscritti                   | Iscritti                                          | Iscritti                   | 77 038                  | 100,00                  |
| ↳ Votanti (% su iscritti)  | ↳ Votanti (% su iscritti)                         | ↳ Votanti (% su iscritti)  | 50 997                  | 66,20                   |
| ↳ Astenuti (% su iscritti) | ↳ Astenuti (% su iscritti)                        | ↳ Astenuti (% su iscritti) | 26 041                  | 33,80                   |
|                            |                                                   |                            |                         |                         |
|                            | Esito: collegio passa da Conservatore a Laburista |                            |                         |                         |

### Elezioni negli anni 2010
| Partito                    | Partito                                   | Candidato                  | Risultati 12 dicembre 2019 | Risultati 12 dicembre 2019 |
| Partito                    | Partito                                   | Candidato                  | Voti                       | %                          |
| -------------------------- | ----------------------------------------- | -------------------------- | -------------------------- | -------------------------- |
|                            | Conservatore                              | Peter Bottomley            | 30 475                     | 55,77                      |
|                            | Laburista                                 | Rebecca Cooper             | 15 652                     | 28,64                      |
|                            | Lib Dem                                   | Jamie Bennett              | 6 024                      | 11,02                      |
|                            | Verdi                                     | Joanne Paul                | 2 008                      | 3,67                       |
|                            | Indipendente                              | David Aherne               | 489                        | 0,89                       |
|                            |                                           |                            |                            |                            |
| Iscritti                   | Iscritti                                  | Iscritti                   | 78 587                     | 100,00                     |
| ↳ Votanti (% su iscritti)  | ↳ Votanti (% su iscritti)                 | ↳ Votanti (% su iscritti)  | 54 648                     | 69,54                      |
| ↳ Astenuti (% su iscritti) | ↳ Astenuti (% su iscritti)                | ↳ Astenuti (% su iscritti) | 23 939                     | 30,46                      |
|                            |                                           |                            |                            |                            |
|                            | Esito: collegio confermato a Conservatore |                            |                            |                            |

| Partito                    | Partito                                   | Candidato                  | Risultati 8 giugno 2017 | Risultati 8 giugno 2017 |
| Partito                    | Partito                                   | Candidato                  | Voti                    | %                       |
| -------------------------- | ----------------------------------------- | -------------------------- | ----------------------- | ----------------------- |
|                            | Conservatore                              | Peter Bottomley            | 30 181                  | 55,37                   |
|                            | Laburista                                 | Rebecca Cooper             | 18 091                  | 33,19                   |
|                            | Lib Dem                                   | Hazel Thorpe               | 2 983                   | 5,47                    |
|                            | Verdi                                     | Benjamin Cornish           | 1 614                   | 2,96                    |
|                            | UKIP                                      | Mark Withers               | 1 635                   | 3,00                    |
|                            |                                           |                            |                         |                         |
| Iscritti                   | Iscritti                                  | Iscritti                   | 77 797                  | 100,00                  |
| ↳ Votanti (% su iscritti)  | ↳ Votanti (% su iscritti)                 | ↳ Votanti (% su iscritti)  | 54 614                  | 70,20                   |
| ↳ Astenuti (% su iscritti) | ↳ Astenuti (% su iscritti)                | ↳ Astenuti (% su iscritti) | 23 183                  | 29,80                   |
|                            |                                           |                            |                         |                         |
|                            | Esito: collegio confermato a Conservatore |                            |                         |                         |

| Partito                    | Partito                                   | Candidato                  | Risultati 7 maggio 2015 | Risultati 7 maggio 2015 |
| Partito                    | Partito                                   | Candidato                  | Voti                    | %                       |
| -------------------------- | ----------------------------------------- | -------------------------- | ----------------------- | ----------------------- |
|                            | Conservatore                              | Peter Bottomley            | 26 124                  | 51,46                   |
|                            | UKIP                                      | Timothy Cross              | 9 269                   | 18,26                   |
|                            | Laburista                                 | Jim Deen                   | 7 955                   | 15,67                   |
|                            | Lib Dem                                   | Hazel Thorpe               | 4 477                   | 8,82                    |
|                            | Verdi                                     | David Aherne               | 2 938                   | 5,79                    |
|                            |                                           |                            |                         |                         |
| Iscritti                   | Iscritti                                  | Iscritti                   | 75 652                  | 100,00                  |
| ↳ Votanti (% su iscritti)  | ↳ Votanti (% su iscritti)                 | ↳ Votanti (% su iscritti)  | 50 763                  | 67,10                   |
| ↳ Astenuti (% su iscritti) | ↳ Astenuti (% su iscritti)                | ↳ Astenuti (% su iscritti) | 24 889                  | 32,90                   |
|                            |                                           |                            |                         |                         |
|                            | Esito: collegio confermato a Conservatore |                            |                         |                         |

| Partito                    | Partito                                   | Candidato                  | Risultati 6 maggio 2010 | Risultati 6 maggio 2010 |
| Partito                    | Partito                                   | Candidato                  | Voti                    | %                       |
| -------------------------- | ----------------------------------------- | -------------------------- | ----------------------- | ----------------------- |
|                            | Conservatore                              | Peter Bottomley            | 25 416                  | 51,74                   |
|                            | Lib Dem                                   | Hazel Thorpe               | 13 687                  | 27,86                   |
|                            | Laburista                                 | Ian Ross                   | 5 800                   | 11,81                   |
|                            | UKIP                                      | John Wallace               | 2 924                   | 5,95                    |
|                            | Verdi                                     | David Aherne               | 996                     | 2,03                    |
|                            | Cristiano                                 | Stuart Dearsley            | 300                     | 0,61                    |
|                            |                                           |                            |                         |                         |
| Iscritti                   | Iscritti                                  | Iscritti                   | 75 924                  | 100,00                  |
| ↳ Votanti (% su iscritti)  | ↳ Votanti (% su iscritti)                 | ↳ Votanti (% su iscritti)  | 49 123                  | 64,70                   |
| ↳ Astenuti (% su iscritti) | ↳ Astenuti (% su iscritti)                | ↳ Astenuti (% su iscritti) | 26 801                  | 35,30                   |
|                            |                                           |                            |                         |                         |
|                            | Esito: collegio confermato a Conservatore |                            |                         |                         |

### Elezioni negli anni 2000
| Partito                    | Partito                                   | Candidato                  | Risultati 5 maggio 2005 | Risultati 5 maggio 2005 |
| Partito                    | Partito                                   | Candidato                  | Voti                    | %                       |
| -------------------------- | ----------------------------------------- | -------------------------- | ----------------------- | ----------------------- |
|                            | Conservatore                              | Peter Bottomley            | 21 383                  | 47,62                   |
|                            | Lib Dem                                   | Claire Potter              | 12 004                  | 26,73                   |
|                            | Laburista                                 | Antony Bignell             | 8 630                   | 19,22                   |
|                            | UKIP                                      | Timothy Cross              | 2 374                   | 5,29                    |
|                            | Legalise Cannabis                         | Chris Baldwin              | 515                     | 1,15                    |
|                            |                                           |                            |                         |                         |
| Iscritti                   | Iscritti                                  | Iscritti                   | 71 734                  | 100,00                  |
| ↳ Votanti (% su iscritti)  | ↳ Votanti (% su iscritti)                 | ↳ Votanti (% su iscritti)  | 44 906                  | 62,60                   |
| ↳ Astenuti (% su iscritti) | ↳ Astenuti (% su iscritti)                | ↳ Astenuti (% su iscritti) | 26 828                  | 37,40                   |
|                            |                                           |                            |                         |                         |
|                            | Esito: collegio confermato a Conservatore |                            |                         |                         |

| Partito                    | Partito                                   | Candidato                  | Risultati 7 giugno 2001 | Risultati 7 giugno 2001 |
| Partito                    | Partito                                   | Candidato                  | Voti                    | %                       |
| -------------------------- | ----------------------------------------- | -------------------------- | ----------------------- | ----------------------- |
|                            | Conservatore                              | Peter Bottomley            | 20 508                  | 47,46                   |
|                            | Lib Dem                                   | James Walsh                | 11 471                  | 26,55                   |
|                            | Laburista                                 | Alan Butcher               | 9 270                   | 21,45                   |
|                            | UKIP                                      | Timothy Cross              | 1 960                   | 4,54                    |
|                            |                                           |                            |                         |                         |
| Iscritti                   | Iscritti                                  | Iscritti                   | 72 376                  | 100,00                  |
| ↳ Votanti (% su iscritti)  | ↳ Votanti (% su iscritti)                 | ↳ Votanti (% su iscritti)  | 43 209                  | 59,70                   |
| ↳ Astenuti (% su iscritti) | ↳ Astenuti (% su iscritti)                | ↳ Astenuti (% su iscritti) | 29 167                  | 40,30                   |
|                            |                                           |                            |                         |                         |
|                            | Esito: collegio confermato a Conservatore |                            |                         |                         |

## Risultati dei referendum

### Referendum sulla permanenza del Regno Unito nell'Unione europea del 2016
|             | Collegio      | Lasciare UE % | Rimanere in UE % |
| ----------- | ------------- | ------------- | ---------------- |
|             | Worthing West | 56,1%         | 43,9%            |
| Inghilterra | 53,3%         | 46,7%         |                  |
| Regno Unito | 51,9%         | 48,1%         |                  |